# ابراهیم مسعودی
ابراهیم مسعودی (زادهٔ ۲۵ مرداد ۱۳۶۱) یک بازیکن فوتسال اهل ایران است.
از باشگاه‌هایی که در آن بازی کرده‌است می‌توان به باشگاه فوتسال پرسپولیس تهران، باشگاه فوتسال شن‌سا ساوه، باشگاه فوتسال تام ایران خودرو، باشگاه فوتسال گیتی‌پسند و باشگاه فوتسال تأسیسات دریایی تهران اشاره کرد.